# 黒瀬友美

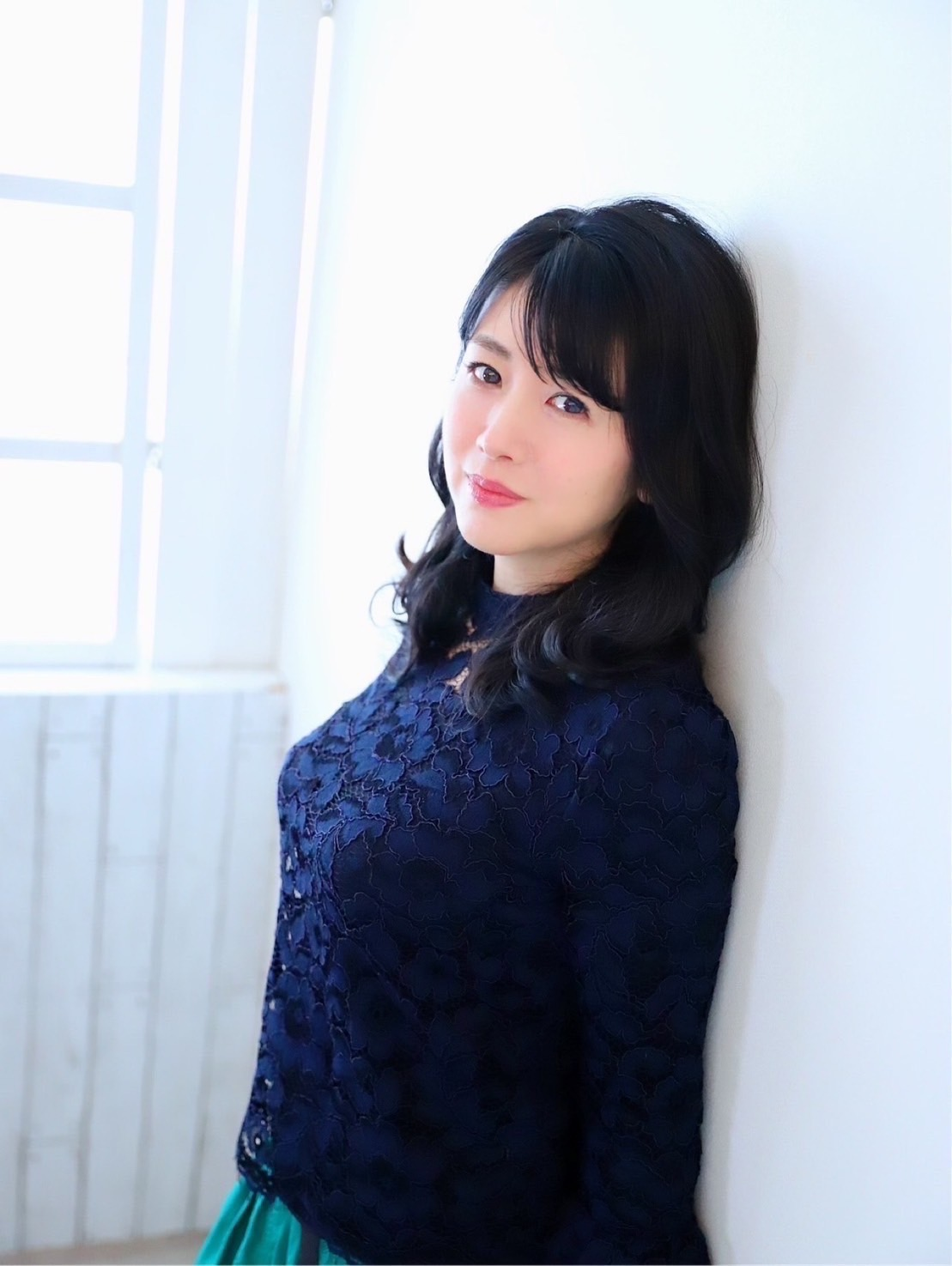
黒瀬　友里
くろせ　ゆり
出生地 = JPN

黒瀬 友里（くろせ ゆり、1977年〈昭和52年〉1月1日 - ）は日本の女優。旧芸名、黒瀬友美。

## 略歴
- 高校生時代、集英社の月刊誌のミスコンで準グランプリを獲得。
- 大手事務所からスカウトを受けるも、勉強と部活を優先し断る。
- 卒業後は父親の経営する会社を手伝う。
- ホリプロからデビューし、バラエティー番組を中心に活躍するも、バラエティーに向かないと感じ、芸能界を離れる。

- 2005年、 オフィス稲垣の社長から女優としての売り出しを提案される。

- 2006年、日テレのドラマ『プリマダム』で女優として再デビュー。

その後、ドラマやCMで活躍。
ワークショップで出会った西浦正記監督から、脚本倉本聰、主演二宮和也のドラマ『拝啓、父上様』のオーディションに呼ばれる。オーディションに合格し、レギュラー出演。
転機となった作品最高視聴率26.4%を記録したドラマ『コード・ブルー』で西浦正記監督からオファーを受けを受け、ゲスト出演し高評価を得る。
『24 -twenty four-』に出演しているハリウッド俳優から「絶対に俳優を続けてください。必ず花開くときがきます！」と激励の言葉をもらう。
映画『Wの悲劇』の澤井監督から「悪女役をやりなさい。ハマり役になります」と助言を受ける。
- 2015年、ワークショップなびを立ち上げ、女優と実業家として二刀流で活躍中。新しい芸名「黒瀬友里」は俳優の田中要次が名付け親で、愛称は「くろゆり」。

## 出演

### テレビドラマ
- A姉妹通信（1998年、テレビ朝日）- 主演
- プリマダム（2006年、日本テレビ） - 岩井千里 役
- 花嫁は厄年ッ!（2006年、TBS） - 若井玲奈 役
- 拝啓、父上様（2007年、フジテレビ） - しのぶ 役
- コード・ブルー -ドクターヘリ緊急救命- 1st season 第2話（2008年、フジテレビ） - 横田英子 役
- 金曜プレステージ「鯨とメダカ」（2008年5月9日、フジテレビ） - 松山えり 役
- 愛の劇場「蝶々婦人」（NHK）-なつみ役
- 35才のシンデレラ（FOX）- 主演

### 映画
- 「ラブクラフトガール」（2013年） - 鈴木幸恵 役
- 「KAPPEI カッペイ」（2022年）
- 「SOUND of LOVE」（2024年） - 主人公の母親 役
- 「TSUSHIMA」（2025年公開予定）[1]

### 情報・バラエティ
- 超人気番組大集合!春のサルヂエ祭り!2006（日本テレビ）
- 邦子がタッチ（テレビ朝日）
- 中村雅俊のゼッタイ!知りたがり（フジテレビ）
- 愛のヒナ壇（TBS）
- タイムスクープハンター（NHK）
- 痛快TV スカッとジャパン（フジテレビ）

### CM
- 日立ハイビジョンプラズマテレビ「Wooo」
- 「ダスキン」
- 「P&G」
- 「パナホーム」